# Antenne Moxon

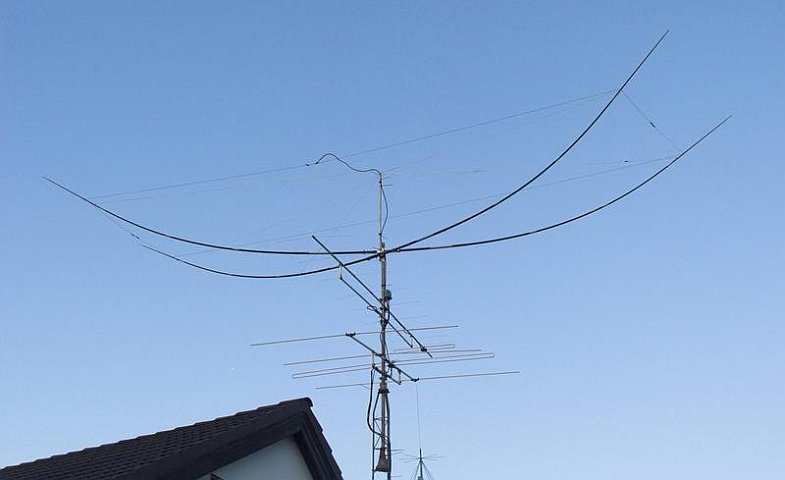
Antenne Moxon pour une bande amateur de 20 m

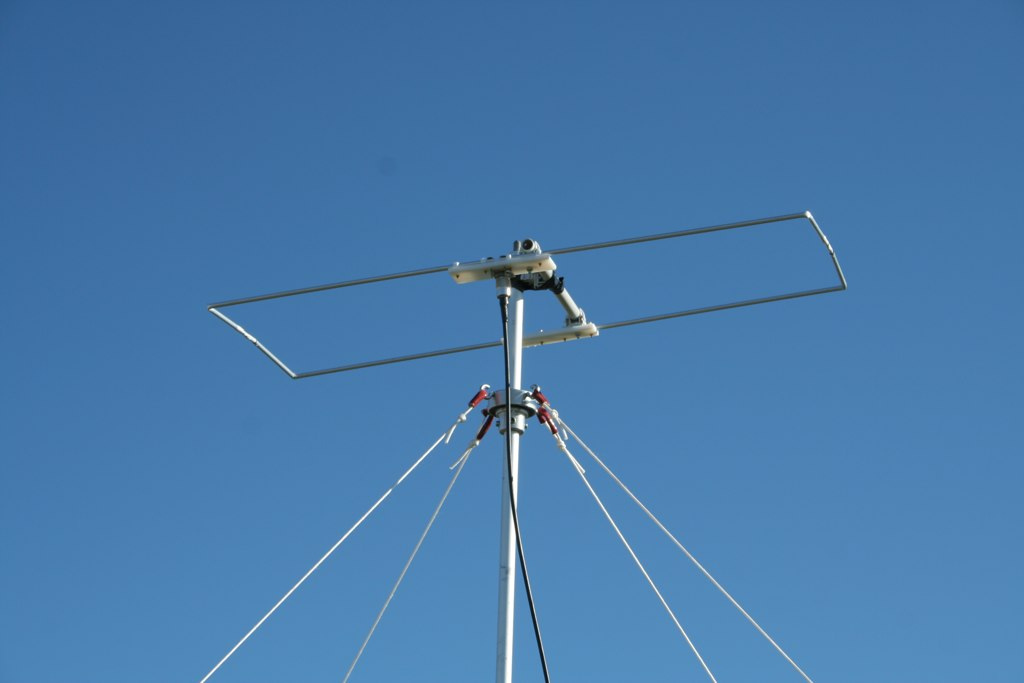
Antenne Moxon à 144 MHz

L'antenne Moxon ou «Moxon Rectangle» est une antenne réseau parasite à deux éléments simple et robuste. Il tire son nom de l'opérateur de radioamateur Les Moxon (indicatif d'appel de radioamateur G6XN).

Schéma d'une antenne Moxon; faisceau principal pointe vers la gauche

## Conception
Le dessin est rectangulaire, la moitié environ du rectangle étant l’élément entraîné et l’autre moitié, le réflecteur. Elle est électriquement équivalente à une antenne Yagi à deux éléments avec des éléments courbés et sans adaptateur. En raison des extrémités repliées, la longueur des éléments représente environ 70% de la longueur équivalente du dipôle. La conception à deux éléments offre une directivité modeste (environ 20 dB) avec une valeur nulle vers l’arrière de l’antenne, ce qui permet d’obtenir un rapport avant / arrière élevé . À 28 MHz, l'antenne peut gagner jusqu'à un gain de 9,7 dBi.

## Construction pratique
L’antenne Moxon est très appréciée des amateurs de radio amateur pour sa simplicité de construction. Le dessin montre le système de construction. L'élément entraîné est à gauche, et le parasite à droite, est relié mécaniquement à un isolant (en bleu sur le dessin). L'antenne a une configuration similaire à celle du célèbre carré VK2ABQ. Pour une utilisation sur des bandes à ondes courtes, les épandeurs sont généralement fabriqués à partir de plastiques renforcés de fibres de verre ou de bambou, portant un radiateur et un réflecteur en fil métallique. De telles antennes peuvent être construites avec une faible prise au vent et un poids minimal. AC6LA fournit une calculatrice développée à partir des anciens algorithmes de LB Cebik, W4RNL. W4NRL a effectué des comparaisons détaillées et des calculs sur différentes antennes. Les antennes Moxon sont souvent utilisées par les radioamateurs sous forme portable et certains jours sur le terrain en raison de leur construction légère.

## Littérature
- (en) Les A. Moxon, HF Antennas for All Locations, 2, 1993, 322 p. (ISBN 978-1-872309-15-6)
- (en) Allen Baker, A 6 Meter Moxon antenna, American Radio Relay League, avril 2004